# Ірене Веккі
Ірене Веккі (італ. Irene Vecchi; нар. 10 червня 1989 року, Ліворно, Італія) — італійська фехтувальниця на шаблях, чемпіонка світу та Європи, багаторазова призерка чемпіонатів світу та Європи.

## Виступи на Олімпіадах
| Олімпіада   | Дисципліна          | Місце |
| ----------- | ------------------- | ----- |
| Лондон 2012 | індивідуальна шабля | 6     |
| Ріо 2016    | індивідуальна шабля | 22    |
| Ріо 2016    | командна шабля      | 4     |